# Marvel Studios : Rassemblement
Les Légendes des Studios Marvel
Marvel Studios : Rassemblement (Marvel Studios: Assembled) est une docu-série américaine en 23 épisodes de 41 à 66 minutes, suivant les coulisses des productions de Marvel Studios, diffusée entre le 12 mars 2021 et le 13 novembre 2024 sur le service Disney+ puis sur YouTube pour le dernier épisode.
Chaque épisode se concentre sur un film ou une série télévisée de l'univers cinématographique Marvel, à l'exception d'un épisode sur la série d'animation X-Men ’97 (2024).

## Production
La série Marvel Studios : Rassemblement a été annoncée en février 2021 quand Marvel Studios dévoile la production d'une série documentaire qui explorerait les coulisses de ses films et séries télévisées. Chaque épisode suit l'équipe du film durant la production de chaque projet ainsi que des images inédites des tournages. La série est lancée le 12 mars 2021 avec un épisode sur la mini-série WandaVision (2021). Certains épisodes furent également édités par la suite dans les bonus des éditions vidéos de leurs productions respectives.
En mai 2024, le premier épisode de la série centré sur une production ne faisant pas partie de l'univers cinématographique Marvel est diffusé avec un épisode sur la série d'animation X-Men ’97 (2024). En juin 2025, le site TVLine dévoile que Marvel Studios ne prévoit pour le moment plus de nouveaux épisodes de la série.

## Épisodes

### Saison 1 (Phase IV)
| Nb total | Numéro épisode | Titre                                                       | Film ou série associé                       | Date de diffusion |
| -------- | -------------- | ----------------------------------------------------------- | ------------------------------------------- | ----------------- |
| 1        | 1              | Le Making-of de WandaVision                                 | WandaVision                                 | 12 mars 2021      |
| 2        | 2              | Le Making-of de Falcon et le Soldat de l'hiver              | Falcon et le Soldat de l'hiver              | 30 avril 2021     |
| 3        | 3              | Le Making-of de Loki                                        | Loki (Saison 1)                             | 21 juillet 2021   |
| 4        | 4              | Le Making-of de Black Widow                                 | Black Widow                                 | 20 octobre 2021   |
| 5        | 5              | Le Making-of de What If...?                                 | What If...? (Saison 1)                      | 27 octobre 2021   |
| 6        | 6              | Le Making-of de Shang-Chi et la Légende des Dix Anneaux     | Shang-Chi et la Légende des Dix Anneaux     | 12 novembre 2021  |
| 7        | 7              | Le Making-of de Hawkeye                                     | Hawkeye                                     | 9 février 2022    |
| 8        | 8              | Le Making-of de Les Éternels                                | Les Éternels                                | 16 février 2022   |
| 9        | 9              | Le Making-of de Moon Knight                                 | Moon Knight                                 | 25 mai 2022       |
| 10       | 10             | Le Making-of de Doctor Strange in the Multiverse of Madness | Doctor Strange in the Multiverse of Madness | 8 juillet 2022    |
| 11       | 11             | Le Making-of de Miss Marvel                                 | Miss Marvel                                 | 3 août 2022       |
| 12       | 12             | Le Making-of de Thor: Love and Thunder                      | Thor: Love and Thunder                      | 8 septembre 2022  |
| 13       | 13             | Le Making-of de She-Hulk : Avocate                          | She-Hulk : Avocate                          | 3 novembre 2022   |
| 14       | 14             | Le Making-of de Black Panther: Wakanda Forever              | Black Panther: Wakanda Forever              | 8 février 2023    |

### Saison 2 (Phase VetX-Men '97)
| Nb total | Numéro épisode | Titre                                             | Film ou série associé             | Date de diffusion |
| -------- | -------------- | ------------------------------------------------- | --------------------------------- | ----------------- |
| 15       | 1              | Le Making-of de Ant-Man et la Guêpe : Quantumania | Ant-Man et la Guêpe : Quantumania | 19 juillet 2023   |
| 16       | 2              | Le Making-of de Les Gardiens de la Galaxie Vol. 3 | Les Gardiens de la Galaxie Vol. 3 | 13 septembre 2023 |
| 17       | 3              | Le Making-of de Secret Invasion                   | Secret Invasion                   | 20 septembre 2023 |
| 18       | 4              | Le Making-of de Loki : Saison 2                   | Loki (Saison 2)                   | 22 novembre 2023  |
| 19       | 5              | Le Making-of de Echo                              | Echo                              | 31 janvier 2024   |
| 20       | 6              | Le Making-of de The Marvels                       | The Marvels                       | 7 février 2024    |
| 21       | 7              | Le Making-of de X-Men ’97                         | X-Men ’97 (Saison 1)              | 22 mai 2024       |
| 22       | 8              | Le Making-of de Deadpool et Wolverine             | Deadpool et Wolverine             | 12 novembre 2024  |
| 23       | 9              | Le Making-of de Agatha All Along                  | Agatha All Along                  | 13 novembre 2024  |

### Hors-série
| Nb total | Numéro épisode | Titre                                   | Film ou série associé | Date de diffusion |
| -------- | -------------- | --------------------------------------- | --------------------- | ----------------- |
| 0        | 0              | Dans les coulisses de Werewolf by Night | Werewolf by Night     | 4 novembre 2022   |